# 1984 (film, 1984)
Az 1984 film George Orwell azonos című regényének feldolgozása. A mű cselekménye a legtöbb esetben pontosan követi az alapjául szolgáló regény szerkezetét, csupán csak a terjedelmében rövidítette[pontosabban?] azt le.

## Cselekmény
Winston Smith magányosan él lakásában 1984-ben, amikor már csak három ország maradt a világon. London Óceániához tartozik, az uralkodó politikai nézet az Angszoc. Winston titokban naplót ír, melyben elégedetlenségének ad hangot, fellázad a totális elnyomás, a szegénység, a családok és érzelmek eltűnése, az állandó megfigyelés és a Nagy Testvér ellen. Csatlakozik hozzá Júlia is, akivel titkos szerelmi viszonyba kezd. Boldogságuk azonban nem tarthat sokáig, mert rájuk talál a gondolatrendőrség, elválasztják őket egymástól és Winstont börtönbe zárják. A kínzásokkal elérik nála, hogy lemondjon mindenről, sőt Júliát is elárulja. A film végére egy megtört, összeroppant emberré válik, aki elkezdi szeretni minden fájdalom okozóját, a Nagy Testvért.

## Szereplők
| Színész          | Szerep               | Magyar hang        | Magyar hang     | Magyar hang        |
| Színész          | Szerep               | 1. szinkron (1992) | 2. szinkron     | 3. szinkron (2009) |
| ---------------- | -------------------- | ------------------ | --------------- | ------------------ |
| John Hurt        | Winston Smith        | Végvári Tamás      | Szakácsi Sándor | Mihályi Győző      |
| Rupert Baderman  | fiatal Winston Smith |                    |                 |                    |
| Richard Burton   | O'Brien              | Kristóf Tibor      | Helyey László   | Barbinek Péter     |
| Suzanna Hamilton | Julia                | Götz Anna          | Igó Éva         | Orosz Helga        |
| Cyril Cusack     | Mr. Charrington      | Versényi László    | Versényi László |                    |
| Gregor Fisher    | Parsons              | Szűcs Sándor       | Besenczi Árpád  |                    |
| James Walker     | Syme                 |                    |                 |                    |
| Andrew Wilde     | Tillotson            |                    |                 |                    |
| Corina Seddon    | Mrs. Smith           |                    |                 |                    |
| John Boswall     | Emmanuel Goldstein   |                    |                 |                    |
| Phyllis Logan    | Telekép-bemondó      |                    |                 |                    |

## Irodalmi alapanyag magyarul
- Ezerkilencszáznyolcvannégy; ford. Antal György; "Magyar Október" Szabadsajtó, Budapest, 1984
- 1984. Regény; ford. Szíjgyártó László, sajtó alá rend. Osztovits Levente; Forum, Újvidék, 1986
- 1984; ford. Szíjgyártó László, utószó Sükösd Mihály; Európa, Budapest, 1989
- 1984; ford. Stier Ágnes; Lazi, Szeged, 2021
- 1984; ford. Lukács Laura, Scolar, 2022